# Stawiska (województwo dolnośląskie)
Stawiska (niem. Teichau) – wieś w Polsce położona w województwie dolnośląskim, w powiecie świdnickim, w gminie Strzegom.

## Podział administracyjny
W latach 1975–1998 miejscowość położona była w województwie wałbrzyskim.